# Nickelodeon Kart Racers
 Nickelodeon Kart Racers es un videojuego de carreras desarrollado por Bamtang Games y publicado por GameMill Entertainment en el lanzamiento norteamericano y Maximum Games en el lanzamiento europeo. El juego presenta personajes de Nickelodeon en un crossover, que incluye, entre otros, Bob Esponja y los Rugrats. El juego fue lanzado el 23 de octubre de 2018 en América del Norte para Nintendo Switch, PlayStation 4 y Xbox One. Fue el primer videojuego nuevo de Nicktoons que se lanzó en más de siete años (el intervalo de tiempo más largo para la serie), siendo el último Nicktoons MLB en el otoño de 2011. Este fue el último videojuego de Bob Esponja que se lanzó durante la vida de Stephen Hillenburg, antes de su muerte el 26 de noviembre de 2018.

## Jugabilidad
Nickelodeon Kart Racers presenta una selección de 12 personajes jugables de cuatro Nicktoons diferentes; Bob Esponja, tortugas ninjas mutantes adolescentes, ¡Hola Arnold! y Rugrats. 24 pistas de carreras de diferentes lugares de los espectáculos están incluidas en el juego.
También tiene un modo cooperativo, donde el jugador puede "realizar devastadores ataques fusionados y un multijugador local gratuito para todos". Los karts se pueden personalizar en la tienda y los power-ups se pueden recoger de las pistas. 

## Desarrollo
El juego se anunció en junio de 2018. El 13 de septiembre de 2018 se lanzó un avance del juego.

## Recepción
Nickelodeon Kart Racers recibió críticas desfavorables de los críticos, según el agregador de revisiones Metacritic. 
Nintendo Life le dio al juego 3/10 estrellas, criticándolo por la falta de actuación de voz y el tamaño de la lista que solo consta de dos a cuatro personajes de cuatro dibujos animados diferentes, mientras que carece de personajes de otros dibujos animados populares de Nickelodeon como: The Fairly OddParents, The Adventures de Jimmy Neutron: Boy Genius, Invader Zim, Avatar: The Last Airbender y The Loud House.
PlayStation LifeStyle le dio al juego una puntuación ligeramente más alta de 5.5/10, afirmando que "mientras [proporciona] mucho contenido y tiene referencias inteligentes que se integran bien con algunas carreras muy sólidas, las imágenes pobres y el modo de batalla fallido dejan mucho que desear. Si aceptas el juego tal como es, definitivamente hay algo de diversión, pero sus deficiencias son lo suficientemente discordantes como para requerir algunas anteojeras sustanciales".